# Fazenda Serra Nova

Município de Miracema

A Fazenda Serra Nova localiza-se a onze quilômetros do centro município de Miracema, no estado do Rio de Janeiro. De proprietário particular, foi construída no ano de 1907 e, atualmente, suas principais atividades econômicas são silvicultura, extração de café, pecuária de corte e leiteira.

## História

### A região
Os esforços de Dona Ermelinda Rodrigues Pereira, uma das primeiras proprietárias dos terrenos que constituem o distrito-sede, são considerados os responsáveis pela colonização do território do município de Miracema.
No ano de 1846, Dona Ermelinda mandou erguer, na praça que atualmente possui seu nome, uma capela dedicada ao culto de Santo Antônio. Além disso, doou 25 alqueires de terra para a formação da futura freguesia de Santo Antônio, que posteriormente veio a se chamar Santo Antônio dos Brotos.
Posteriormente, em 1880, o rápido crescimento da população local incentivou a criação do distrito policial de Santo Antônio dos Brotos. No ano seguinte, o distrito de paz foi criado e, em 1883, a denominação de Santo Antônio dos Brotos foi alterada para Miracema pelo governo provincial.
Em guarani, ybira significa madeira e cema significa brotar. Daí o significado de Miracema, que teve o yb trocado por M por questões fonéticas.
Miracema possuía extensa economia e uma grande movimentação social desde seus primeiros anos até o final dos anos 1800. Sua autonomia começou a se iniciar durante o ano de 1891, quando o município ganhou do governo a atribuição de distrito de Santo Antônio de Pádua.
Com a rápida evolução da cidade, seus moradores começaram a demandar juntamente à demais autoridades a criação do município. Em resultado a isso, no ano de 1935, nasceu o município de Miracema.
Miracema adquiriu sua emancipação completa no ano de 1943, ou seja, sua emancipação político-administrativa. Com o grande desenvolvimento do município, rapidamente as casas passaram a ocupar as terras às margens do Ribeirão Santo Antônio.
Com o passar dos anos, o município passou a se expandir em direção às áreas entre as elevações vizinhas, garantindo assim uma forma "tentacular". Dessa maneira, caracterizou-se como direção principal de orientação do curso do ribeirão, coincidindo com o traçado da RJ-116.

### A Fazenda
Senhor Oscar Augusto Machado é o responsável pela fundação da Fazenda Serra Nova. As terras inicialmente pertenciam ao seu sogro, capitão Francisco Dias Tostes. Francisco, por sua vez, herdou as terras de seu pai e sua mãe, capitão Marcelino Dias Tostes e Luciana Rodrigues Pereira Tostes, que possuíam uma grande quantidade de terras na região que atualmente é conhecida como Miracema.
Marcelino, no ano de 1855, declarou que era proprietário de uma fazenda chamada de Água Limpa na região de Santo Antônio dos Brotos. Não há informações a respeito da data de formação da fazenda, apenas a data de construção da casa-sede - 1907 -, marcada em uma das fachadas da casa.
Melchíades Cardoso publicou no jornal O Momento de Miracema, nº 16, abril de 1972 as seguintes informações
 “Serra Nova é a grande fazenda de pretérita propriedade do falecido cel. Oscar Augusto Machado, que durante a fenomenal era do café foi a que mais produzia a apregoada rubiácea, colhidas das verdejantes linhas paralelas dos frondosos cafeeiros que riscavam os alargados chapadões, grotões e encostas de suas terras, serras que consagravam o nome sugestivo, embora criando excelente gado. Nesse meio faustoso do passado, outrossim, criara o cel. Oscar Machado a sua distinta família, benquista sob qualquer apreciação, destacando-se entre seus filhos, pela estreita convivência no meio urbano local, o dr. Tobias Machado e o dr. Júlio Tostes Machado; o primeiro tendo sido secretário da Educação (do Estado) e o segundo por ter-se dedicado à lavoura do município em cujo mister, organizou seu grande e bem cuidado núcleo agropastoril, em franca prosperidade, agora sob a jovem e segura direção de seu filho. A maior contribuição do dr. Júlio, contudo, foi a criação e instalação da Cooperativa Agropecuária de Miracema – CAPM, fundada em 1966, por 131 sócios.”
A Fazenda Serra Nova foi vendida no ano de 1945, pelo Senhor Oscar Augusto Machado ao Doutor Renato Luis Pinto, que manteve a sociedade até 1970, quando a vendeu ao Deputado Geraldo Tavares André
Segundo informações, entre os anos de 1945 a 1970 foi desenvolvida na Fazenda Serra Nova a maior criação de gado do Estado do Rio de Janeiro, com o viveiro mais premiado nas exposições de agropecuária. Ganhou também diversos outros prêmios em outros estados.
 Foi iniciativa por parte do Dr. Renato Luis Pinto a plantação de mais de 35.000 pés de eucaliptos que hoje são explorados pelo engenho de serra da Fazenda Serra Nova.

## Situação e ambiência
O quilômetro um da estrada que conecta Itaboraí a Itaperuna, RJ-116, é onde se inicia a rota que leva à Fazenda. Distante por volta de onze quilômetros do centro de Miracema, a rodovia também garante o acesso às Fazendas Fumaça, Itatiaia, Santo André e São Pedro. Devido ao fato de possuir uma queda d'água, a rodovia é considerada um atrativo natural.
A casa-sede, o depósito e o galpão podem ser localizados assim que se chega ao conjunto de construções da Fazenda, no alto do morro.
Próximo à Fazenda corre o Ribeirão Serra Nova, entre a casa-sede e a estrada. O Ribeirão desemboca em um dos Ribeirões mais conhecidos da região: o Ribeirão Santo Antônio, que cruza todo o município de Miracema.
Também é possível notar que há uma sutil queda d'água próxima a casa-sede da Fazenda, que contribui mais ainda para a aparência romântica do lugar. Há também um pomar de árvores frutíferas nas proximidades da casa, que já teve grande importância financeira para os proprietários da Fazenda.

## Descrição arquitetônica

### Exterior
Com fachadas de aparência romântica, a construção possui planta em formato de "T" invertido. A casa-sede se localiza sobre uma área verde onde estão instalados jardins com flores que acompanham o caminho que conecta o portão de entrada ao acesso à casa. No caminho, é possível observar uma piscina.
As imagens mostram uma das pinhas vitrificadas que restaram do portão. É possível observar também uma estátua feita em cerâmica localizada em um dos pilares que demarcam o gradil da frente. É interessante ressaltar a simetria da fachada principal, que contém oito janelas com cercaduras em madeira e vergas e sobrevergas retas. Por fim, a porta principal localiza-se ao centro da fachada.
Para proteger a porta principal da casa, há uma cobertura sustentada por duas pequenas colunas que se fundem com um guarda-corpo e um pequeno portão. A cobertura é provavelmente um dos itens mais românticos que se pode notar. Coberta por duas águas, possui um "rendilhado" de madeira todo trabalhado e pintado na cor azul clara, hoje já desbotada. O número do ano da construção da casa encontra-se demarcado no rendilhado, logo na entrada principal.
A cobertura da construção principal é constituída de telhas de barro e seu beiral forrado por lambrequins feitos em madeira. É possível notar que a lateral da construção remete aos chalés românticos do período entre o fim do século XIX e início do XX. Há três janelas e, o curioso, é que apenas duas são do estilo guilhotina. A outra consiste em uma folha dupla cega.
Em uma das laterais, é possível notar as letras "OAM" marcadas em madeira, que designam as iniciais do primeiro proprietário da fazenda. 
Com o passar dos anos, a casa sofreu poucas modificações. Uma delas foi na fachada esquerda, que atualmente possui apenas uma janela e um basculante de vidro. No centro da fachada, há uma porta de acesso que leva ao sótão.

### Interior
A casa-sede é constituída de uma saleta, uma sala de visitas, uma sala de jantar, um escritório, quatro quartos, um banheiro e uma cozinha.
A paginação da casa é feita de madeira em alguns cômodos - sala e quartos - e de ladrilhos hidráulicos em outros - saleta, escritório, cozinha e sala de jantar -. É possível observar na sala principal o teto diferenciado, com um aerífero todo trabalhado e delicado. Para complementar, há um lustre central em bronze e cristais, que chama muita atenção.
Pinturas marmorizadas, parietais, temáticas - como a pintura de animais e frutas na sala de jantar - e do tipo estêncil estão distribuídas por toda a construção, mostrando sempre a importância com a decoração do local.
Como elementos decorativos, é possível perceber que estão dispostos na casa vasos de flores (acima das portas) e quadros emoldurados que reproduzem diversas cenas como castelos e vulcões.         
Na sala de jantar há outro lustre central em bronze. As paredes do cômodo são todas decoradas e o local é todo mobiliado com elementos de época.

## Detalhamento do estado de conservação
Após ser analisada, conclui-se que a atual condição da casa-sede é de conservada. Problemas como goteiras e pragas não foram detectados na construção. Apesar disso, são necessárias pequenas obras de restauração e manutenção do local.
Algumas rachaduras foram detectadas onde estão localizadas as pinturas da casa. Essas rachaduras surgiram pelo fato de o reboco ter se deslocado ao longo dos anos com as reformas realizadas na casa.
Além disso, as pinturas estão empoeiradas e cobertas por fuligens e gorduras. Dessa maneira, precisam de uma limpeza e restauração pictórica.
Também é necessário reparar pequenos problemas nos lambrequins que envolvem o telhado e uma pintura geral na construção seria o ideal, principalmente nas esquadrias. A adaptação das duas antenas no telhado da casa também contribuiria para melhorar a estética da casa de 102 anos de idade.